# Saison 3 de Superstore
Chronologie
Saison 2 Saison 4
Cet article présente le guide des épisodes de la troisième saison de la série télévisée américaine Superstore.

## Généralités
- Aux États-Unis, la saison a été diffusée du 29 septembre 2017 au 3 mai 2018 sur le réseau NBC.
- Au Canada, la saison a été diffusée en simultanée sur le réseau Global.
- En France, la saison sera diffusée sur NRJ12 au cours de la saison 2019/2020.

## Distribution

### Acteurs principaux
- America Ferrera (VF : Melissa Windal) : Amy Dubanowski
- Ben Feldman (VF : Pierre Lebec) : Jonah Simms
- Lauren Ash (VF : Célia Torrens) : Dina Fox, assistante manager du magasin
- Colton Dunn (VF : Sébastien Hébrant) : Garrett McNeill
- Nichole Bloom (VF : Sophie Pyronnet) : Cheyenne Tyler Lee
- Nico Santos (VF : Alessandro Bevilacqua) : Mateo Fernando Aquino Liwanag
- Mark McKinney (VF : Michel Hinderyckx) : Glenn Sturgis

### Acteurs récurrents et invités
- Johnny Pemberton (VF : Gauthier de Fauconval) : Bo Derek Thompson
- Kaliko Kauahi : Sandra Kaluiokalani
- Josh Lawson : Tate Stasklewicz, le pharmacien
- Linda Porter (en) : Myrtle Vartanian, l'employée âgée
- Jon Barinholtz : Marcus White
- Ryan Gaul (en) : Adam Dubanowski, le mari d'Amy et père d'Emma
- Jon Miyahara : Brett
- Michael Bunin (en) : Jeff Sutin
- Kelly Stables : Kelly Watson[1]
- Howie Mandel : Howie Mandel

## Épisodes

### Épisode 1:Grande Réouverture
- États-Unis /  Canada : 28 septembre 2017 sur NBC[2] / Global
- France : Inédit

- États-Unis : 4,60 millions de téléspectateurs[3] (première diffusion)

### Épisode 2:La Mort de Brett
- États-Unis /  Canada : 5 octobre 2017 sur NBC / Global
- France : Inédit

- États-Unis : 4,45 millions de téléspectateurs[4] (première diffusion)

### Épisode 3:Embauches à Temps Partiel
- États-Unis /  Canada : 12 octobre 2017 sur NBC / Global
- France : Inédit

- États-Unis : 4,33 millions de téléspectateurs[5] (première diffusion)

### Épisode 4:L'intimidation au Travail
- États-Unis /  Canada : 19 octobre 2017 sur NBC / Global
- France : Inédit

- États-Unis : 4,20 millions de téléspectateurs[6] (première diffusion)

### Épisode 5:La Mort de Sal
- États-Unis /  Canada : 26 octobre 2017 sur NBC / Global
- France : Inédit

- États-Unis : 4,61 millions de téléspectateurs[7] (première diffusion)

### Épisode 6:Fonds de Santé
- États-Unis /  Canada : 2 novembre 2017 sur NBC / Global
- France : Inédit

- États-Unis : 3,54 millions de téléspectateurs[8] (première diffusion)

### Épisode 7:Réveillon de Noël
- États-Unis /  Canada : 5 décembre 2017 sur NBC / Global
- France : Inédit

- États-Unis : 4,41 millions de téléspectateurs[9] (première diffusion)

### Épisode 8:Vidéo Virale
- États-Unis /  Canada : 4 janvier 2018 sur NBC / Global
- France : Inédit

- États-Unis : 3,90 millions de téléspectateurs[10] (première diffusion)

### Épisode 9:Soirée Golden Globes
- États-Unis /  Canada : 11 janvier 2018 sur NBC / Global
- France : Inédit

- États-Unis : 3,83 millions de téléspectateurs[11] (première diffusion)

### Épisode 10:Magasin à Grand Volume
- États-Unis /  Canada : 18 janvier 2018 sur NBC / Global
- France : Inédit

- États-Unis : 3,57 millions de téléspectateurs[12] (première diffusion)

### Épisode 11:Anges et Sirènes
- États-Unis /  Canada : 25 janvier 2018 sur NBC / Global
- France : Inédit

- États-Unis : 4,23 millions de téléspectateurs[13] (première diffusion)

### Épisode 12:Le Jour de la Marmotte
- États-Unis /  Canada : 1er février 2018 sur NBC / Global
- France : Inédit

- États-Unis : 3,43 millions de téléspectateurs[14] (première diffusion)

### Épisode 13:La Sortie du Jeu Vidéo
- États-Unis /  Canada : 1er mars 2018 sur NBC / Global
- France : Inédit

- États-Unis : 3,38 millions de téléspectateurs[15] (première diffusion)

### Épisode 14:Formation à la Sécurité
- États-Unis /  Canada : 8 mars 2018 sur NBC / Global
- France : Inédit

- États-Unis : 3,37 millions de téléspectateurs[16] (première diffusion)

### Épisode 15:Amnistie
- États-Unis /  Canada : 15 mars 2018 sur NBC / Global
- France : Inédit

- États-Unis : 3,93 millions de téléspectateurs[17] (première diffusion)

### Épisode 16:La Cible
- États-Unis /  Canada : 22 mars 2018 sur NBC / Global
- France : Inédit

- États-Unis : 3,85 millions de téléspectateurs[18] (première diffusion)

### Épisode 17:Chef de Quartier
- États-Unis /  Canada : 29 mars 2018 sur NBC / Global
- France : Inédit

- États-Unis : 2,96 millions de téléspectateurs[19] (première diffusion)

### Épisode 18:La Journée des Vendeurs Locaux
- États-Unis /  Canada : 5 avril 2018 sur NBC / Global
- France : Inédit

- États-Unis : 3,17 millions de téléspectateurs[20] (première diffusion)

### Épisode 19:La Loterie
- États-Unis /  Canada : 12 avril 2018 sur NBC / Global
- France : Inédit

- États-Unis : 3,08 millions de téléspectateurs[21] (première diffusion)

### Épisode 20:Le Révèle du Genre
- États-Unis /  Canada : 19 avril 2018 sur NBC / Global
- France : Inédit

- États-Unis : 2,76 millions de téléspectateurs[22] (première diffusion)

### Épisode 21:Conséquences et Contrecoups
- États-Unis /  Canada : 26 avril 2018 sur NBC / Global
- France : Inédit

- États-Unis : 2,85 millions de téléspectateurs[23] (première diffusion)

### Épisode 22:La Mairie
- États-Unis /  Canada : 3 mai 2018 sur NBC / Global
- France : Inédit

- États-Unis : 2,97 millions de téléspectateurs[24] (première diffusion)